# Гражданская война в Венесуэле (1892)
Гражданская война в Венесуэле (1892), или Легалистская революция, — революционное движение против сил президента Раймундо Андуэсы Паласио, которое возглавил Хоакин Креспо.
Андуэса хотел остаться у власти, проведя конституционную реформу. Несмотря на то, что по Конституции срок его полномочий истекал 20 февраля 1892 года, Андуэса запланировал внести изменения в Конституцию, чтобы продлить свое пребывание у власти еще на два года. Из-за этого его сторонники получили обозначение continuistas — «сторонники продления».
Оппозицию Андуэсе возглавил бывший президент Хоакин Креспо. 11 марта он на своем ранчо в штате Гуарико объявил о войне против сторонников президента. Вскоре война распространилась на остальную часть страны. Правительство назначило генерала Себастьяна Кастаньяса командармом правительственных сил. К силам Креспо, получившим обозначение legalistas — «сторонники закона», — примкнули генералы Рамон Герра и Венсеслао Касадо, а также известный общественный деятель Хосе Мануэль Эрнандес, известный как «Эль Мочо».
Когда и.о. президента Гильермо Телль Вильегас Пулидо покинул Каракас, город остался незащищенным, а банды мародеров ворвались в резиденции свергнутых чиновников и офисы газеты La Opinión Nacional, несколько часов спустя Креспо вступил Каракас в ночь на 6 октября во главе армии из 10000 человек. Креспо немедленно объявил о принятии власти как исполняющий обязанности президента. 16 июня 1893 года новая конституция в статье 63 чётко предусмотрела 4-летний срок полномочий президента.